# Divá veža
Die Divá veža (deutsch Roter Flossturm, ungarisch Vörös-pataki-torony, polnisch Dzika Turnia) ist eine doppelgipflige, 2376 m n.m. hohe Spitze in der Hohen Tatra in der Slowakei. Der Berg befindet sich im östlichen Teil des Hauptkamms der Hohen Tatra, zwischen der Scharte Prielom und weiter dem Berg Východná Vysoká im Süden und dem Berg Svišťový štít im Nordosten. Die angrenzenden Täler sind Veľká Studená dolina, genauer der Hochgebirgskessel Divá kotlina im Osten und Svišťová dolina im Talsystem der Bielovodská dolina im Westen.
Die slowakischen und polnischen Namen bedeuten wörtlich „Wilder Turm“ und weisen auf das Aussehen hin. Am 14. Juli 1898 bestiegen Charles Englisch zusammen mit seiner Mutter Antonina und dem Bergführer Johann Hunsdorfer d. Ä. als erste den Berg. Englisch schuf für den Hauptgipfel die Namen Kerbchenspitze (deutsch) bzw. Rovátkacsúcs (ungarisch), die bereits dem benachbarten Felsturm Veža nad Prielomom zugewiesen wurden, und für den tiefer gelegenen Gipfel die Namen Roter Flossturm bzw. Vöröspataktorony, die schon den Felsturm Široká veža weiter östlich bezeichneten. Als Ausweg erhielt die Široká veža die kürzeren Bezeichnungen Roter Turm bzw. Vörös-torony.
Der Berg liegt abseits touristischer Wanderwege und ist offiziell nur für Mitglieder alpiner Vereine oder mit einem Bergführer zugänglich.